# بلدة ديكستر (ميشيغان)
ديكستر (بالإنجليزية: Dexter Township, Michigan)‏ هي بلدة تقع بولاية ميشيغان في الولايات المتحدة. تبلغ مساحتها 85.9 (كم²)، وترتفع عن سطح البحر 274 م، بلغ عدد سكانها 6042 نسمة في عام تعداد الولايات المتحدة 2010 حسب إحصاء مكتب تعداد الولايات المتحدة .

## وصلات خارجية
- twp-dexter.org
- The US50 - Cities and Towns in Michigan State
- Michigan Cities and Towns, Facts, Map, Flag, Colleges, Government, and More